# Alla conquista dell'infinito
Alla conquista dell'infinito (I Aim at the Stars o Wernher von Braun) è un film del 1960 diretto da J. Lee Thompson.

## Trama
La pellicola narra la storia dello scienziato e ingegnere tedesco Wernher von Braun, una delle principali figure nello sviluppo della missilistica mondiale.